# エフベルト・ファン・デル・プール
エフベルト・ファン・デル・プール（Egbert Lievensz. van der Poel、 1621年3月9日（洗礼日） - 1664年7月19日（埋葬日））は、オランダの画家である。風俗画や同時代の出来事を描いた作品を残した。1654年10月12日にデルフトの火薬保管庫の火薬が爆発し、少なくとも500戸の家屋が修復不能な被害を受け、数百人の市民が亡くなった「デルフトの雷鳴（Delftse donderslag）」と呼ばれる爆発事故後の街を描いたことで知られている。

## 略歴
デルフトで金細工師の息子に生まれた。弟に風景画家となったアドリアーン・ファン・デル・プール（Adriaen Lievensz. van der Poel: 1628–c.1671）がいた。ファン・デル・プールの修行時代のことは殆ど知られていないがハールレムの画家、エサイアス・ファン・デ・フェルデ（1587–1630）やアールト・ファン・デル・ネール（c.1603-1677）の作品から影響を受けた可能性がある。オランダ美術史研究所はデルフトの画家、コルネリス・サフトレーフェン（c.1607–1681）の弟子であったとしている。1650年にデルフトの聖ルカ組合のメンバーとして登録された 。1651年にデルフトで結婚し、デルフトで洗礼を受けた3人の娘が生まれた。一家はデルフトのドーレン通り（Doelenstraat）に住んでいたが、1654年10月12日の10時ころ、住まいから遠くないデルフトの火薬庫で火薬の検査をしていた役人の持ち込んだランプの火が火薬に引火して大爆発を起こし、数百人の死者（死者は1200人とも）のでた大災害になった。ファン・デル・プールはこの事故の後のデルフトの街を描いた作品を残したことで知られている。災害の2日後に、ファン・デル・プールの娘の一人の葬儀が行われていて、確証はないが娘が事故の犠牲になったと推定されている。事故の後、一家はロッテルダムに移っている。ロッテルダムで息子の洗礼が行われている。9年後の1664年ロッテルダムで亡くなった。
デルフトの爆発事故後の街を描いた何点かの作品を残した他、風俗画を描き、夜間の火事を描いた作品もある。

## 作品

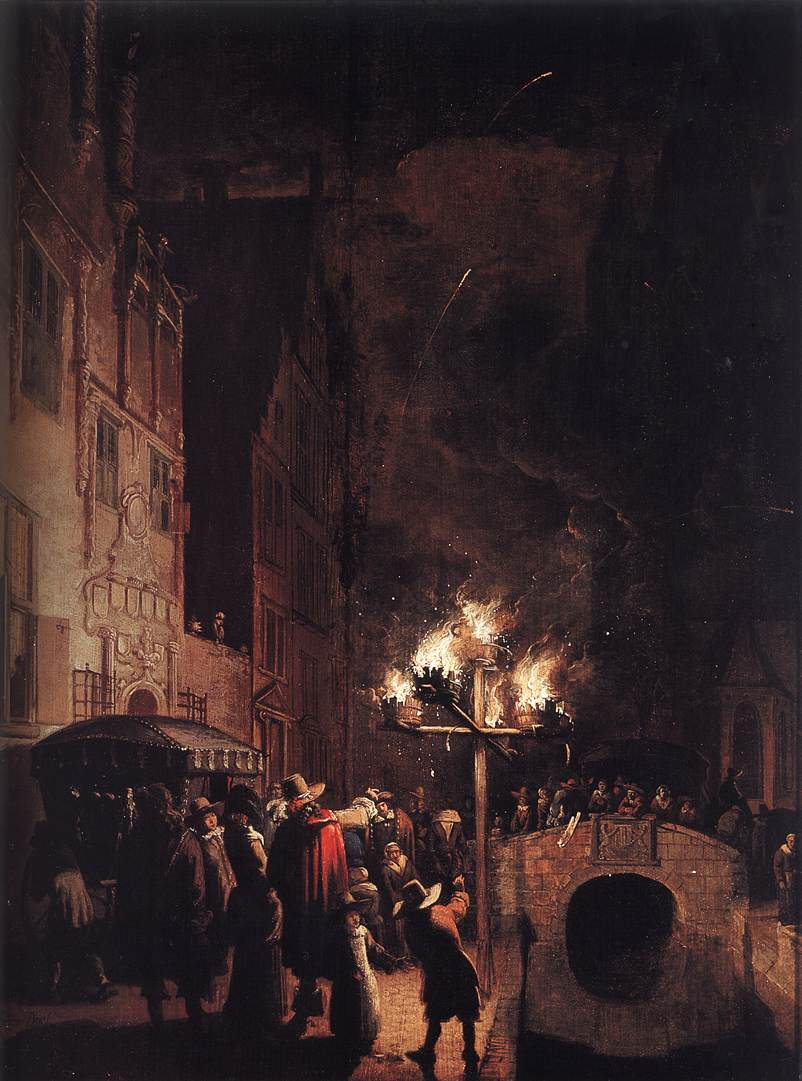
デルフト旧市街の火祭り (c.1654) Delft Municipal Museums
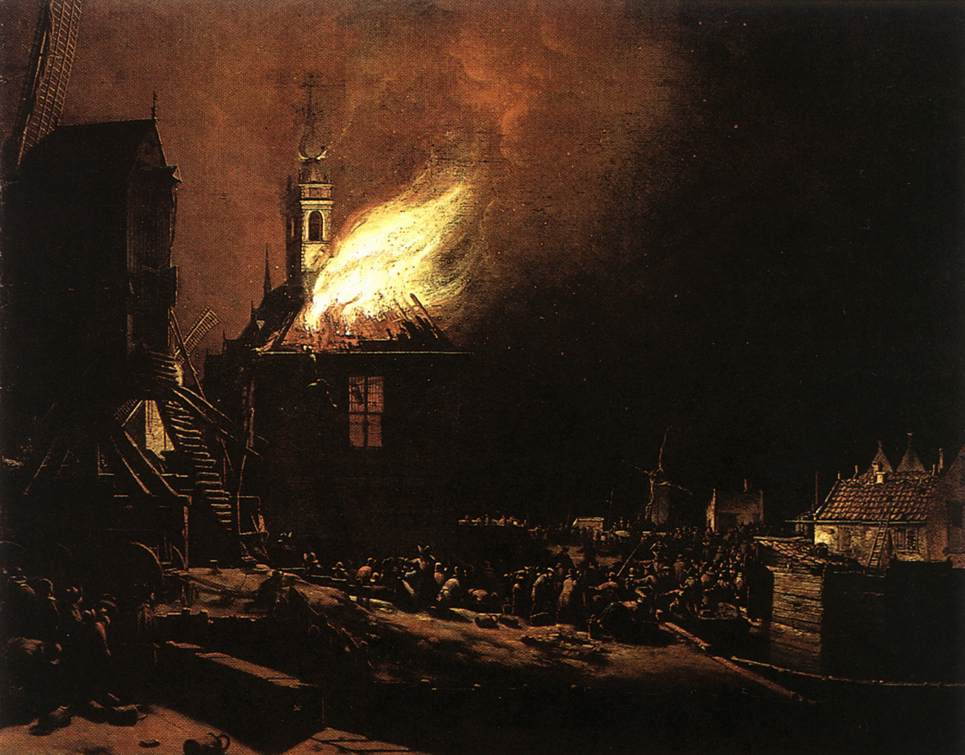
爆発事故に関する作品 (c.1654) Delft Municipal Museums
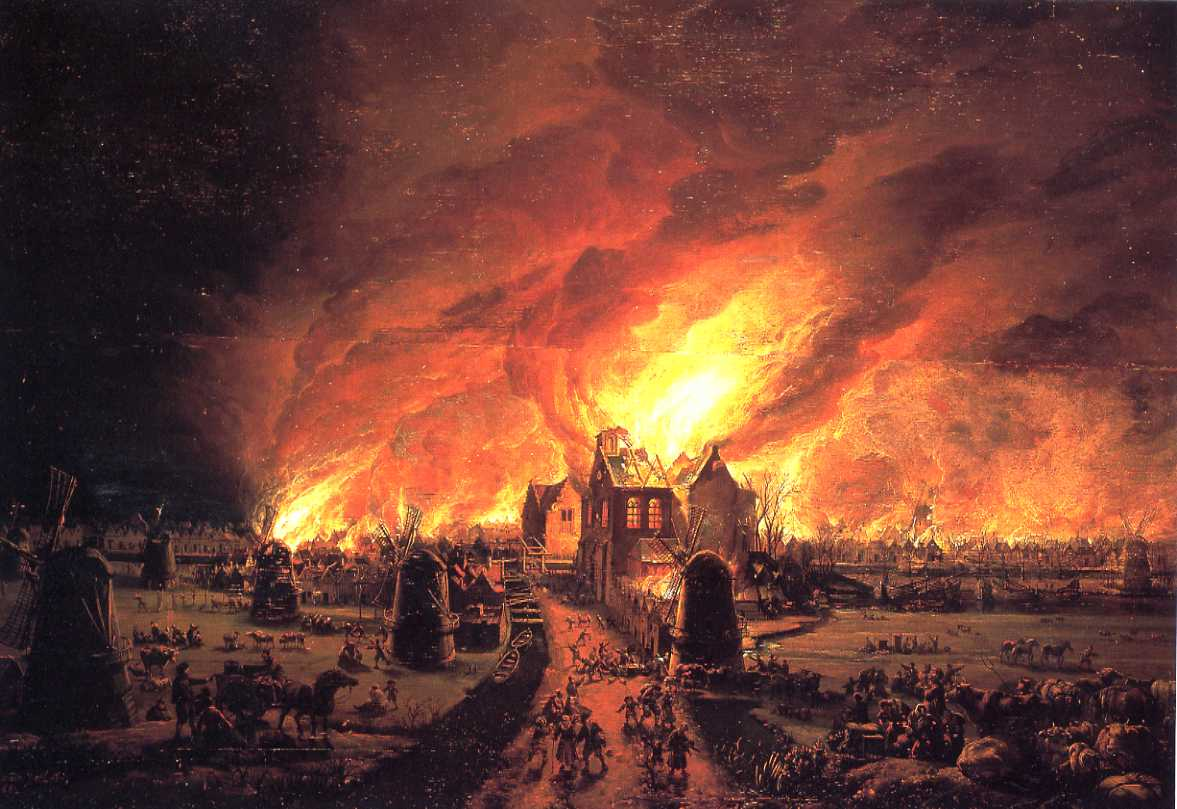
1654年の De Rijp村の大火 (1662) Museum In 't Houten Huis
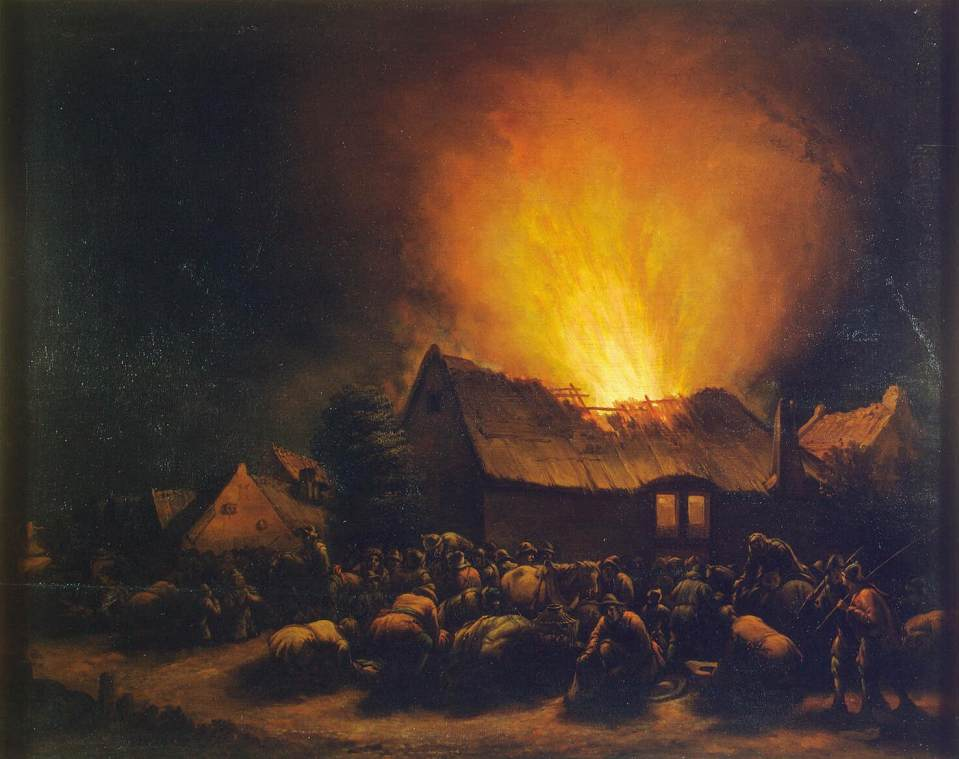
村の火事 エルミタージュ美術館